# Stephen Wolff
Stephen South Wolff est l'un des nombreux pères de l'Internet. Il a transformé Internet, initialement un projet gouvernemental, en un projet scientifique et commercial. Il a réalisé très tôt le potentiel d’Internet et a commencé à vendre l’idée qu’Internet pourrait avoir un impact profond sur le monde commercial et universitaire.

## Carrière universitaire
Stephen Wolff obtient un BSc en génie électrique avec la plus haute distinction  au Swarthmore College en 1957 et un doctorat en génie électrique à l'Université de Princeton en 1961. En 1962, il est chercheur postdoctoral à l'Imperial College London. Il enseigne le génie électrique à l'université Johns-Hopkins pendant dix ans.

## Contributions à Internet
Wolff travaille quatorze ans pour l'armée américaine comme chercheur en communication et en technologie. Il introduit le système Unix dans les laboratoires de l'armée au début des années 1980. Il dirige un groupe de recherche, au terrain d'essai Aberdeen Proving Ground, qui participe au développement d'ARPANET et à sa connexion au réseau des ordinateurs de l'armée américaine.
En 1986, Wolff devient directeur à la National Science Foundation et travaille à la commercialisation d'Internet : il fait construire un réseau financé par le gouvernement qui étend ARPANET au monde civil et le transfère au secteur privé. Il dirige un projet nommé  NSFNET qui interconnectait les centres de supercalcul sponsorisés par la NSF, les réseaux régionaux de recherche et d'éducation, les réseaux d'agences fédérales et les réseaux internationaux de recherche et d'éducation. Les cinq centres de supercalcul étaient situés à Princeton, Cornell, à l'Université de Californie à San Diego, à l'Université de l'Illinois à Urbana-Champaign et à l'Université de Pittsburgh/Université Carnegie-Mellon. Le NSFNET était compatible avec le réseau ARPANET et l'a finalement remplacé. 
En 1994, Wolff quitte la NSF et rejoint Cisco Systems où il contribue à des projets comme Internet2 et le réseau Abilene. Il est nommé ensuite vice-président par intérim et directeur de la technologie d'Internet2 le 31 mars 2011. En 1994 également, Wolff rejoint le conseil d'administration de l'Internet Systems Consortium, dont il fait partie depuis lors.

## Prix et distinctions
En 2002, l'Internet Society attribue à Wolff le prix Jon-Postel . 
L'Internet Society a également reconnu Wolff en 1994 pour son leadership dans l'avancement d'Internet. 
En 2013, Wolff est intronisé au Temple de la renommée d'Internet,